# Kultura helladzka
Kultura helladzka – kultura epoki brązu występująca w Grecji kontynentalnej od ok. 3100 p.n.e. do ok. 1100 p.n.e., jedna z kultur egejskich. Od ok. 1600 p.n.e. w jej ramach rozwinęła się cywilizacja mykeńska istniejąca do końca epoki brązu.

## Periodyzacja i chronologia
Periodyzacja i chronologia kultury helladzkiej jest rozszerzeniem systemu stworzonego przez Arthura Evansa dla kultury minojskiej występującej na Krecie. Rozszerzenia tego dokonali Carl Blegen i Alan Wace, dzieląc okres istnienia kultury helladzkiej na trzy okresy: wczesny, średni, późny (od angielskich nazw oznaczane skrótowo: EH, MH, LH), z których każdy dzieli się na trzy podokresy (oznaczane I, II, III), a te na jeszcze mniejsze jednostki, zależnie od potrzeb. Obok tego podziału wyróżnia się także kultury archeologiczne nazwane od ich cech charakterystycznych lub miejsca odkrycia.

### Tabela chronologiczna
Przedstawia periodyzację kultur egejskich, w tym helladzkiej (Grecja), według chronologii niskiej (wysoka w nawiasie), z dodatkową kolumną dla warstw Troi (wszystkie daty p.n.e., margines błędu do ok. 1350 r. p.n.e. to ok. 100 lat, później ok. 30 lat):
| Kreta                | Grecja                | Cyklady              | Troja                |
| -------------------- | --------------------- | -------------------- | -------------------- |
| Nazwa okresu         | Nazwa okresu          | Datowanie            | Datowanie            |
| Wczesny brąz         | Wczesny brąz          | 3100(3500)-2000      | 3100(3500)-2000      |
| EM I 3100-2650       | EH I 3100-2650        | EC I 3100-2650       | I 3100-2600          |
| EM IIA 2650-2400     | EH IIA 2650-2400/2150 | EC IIA 2650-2400     | II 2600-2250         |
| EM IIB 2400-2150     | EH IIB 2400-2150      | EC IIB 2425-2150     | III 2250-2100        |
| EM III 2150-2000     | EH III 2150-2000      | EC III 2150-2000     | IV 2100-2000         |
| Średni brąz          | Średni brąz           | 2000-1600(1700)      | 2000-1600(1700)      |
| MM IA 2000-1925      | MH I 2000-1900        | MC I                 | V 2000-1900          |
| MM IB 1925-1850/1675 |                       |                      |                      |
| MM II 1850-1675      | MH II 1900-1700       | MC II                | VIa-c 1900-1600      |
| MM IIIA 1675-1630    | MH III 1700-1600      | MC III               |                      |
| MM IIIB 1630-1600    |                       |                      |                      |
| Późny brąz           | Późny brąz            | 1600(1700)-1075/1050 | 1600(1700)-1075/1050 |
| LM IA 1600-1500      | LH I 1600-1500        | LC I 1600-1450       | VId 1600-1500        |
| LM IB 1500-1450      | LH IIA 1500-1450      |                      | VIe 1500-1400        |
| LM II 1450-1400      | LH IIB 1450-1400      | LC II 1450-1400      |                      |
| LM IIIA1 1400-1365   | LH IIIA1 1400-1365    | LC III od 1400       | VIf-g 1400-1300      |
| LM IIIA2 1365-1330   | LH IIIA2 1365-1330    |                      | VIh 1300-1250        |
| LM IIIB1 1330-1225   | LH IIIB1 1330-1225    |                      | VIIa 1250-1180       |
| LM IIIB2 1225-1220   | LH IIIB2 1225-1220    |                      |                      |
| LM IIIC 1200-1100    | LH IIIC 1200-1100     |                      | VIIb-c 1180-1050     |

## Wczesna epoka brązu (ok. 3100-2000 p.n.e.)
Liczniejsze ślady archeologiczne pojawiają się w Grecji kontynentalnej dopiero w okresie EHIIA, kiedy tzw. kultura Korakou rozwinęła się głównie w Argolidzie, Attyce, Beocji i na Eubei. Są to ślady budowli, pochówków i używania metali (pochodzących głównie z góry Laureion w Attyce) oraz kontaktów z Kretą i wyspami Morza Egejskiego. Osadnictwo było gęste, lecz osady niewielkie.
W II połowie okresu EHIIB w Grecji pojawiła się kultura Lefkandi I, przyniesiona przez przybyszy z Azji Mniejszej. Jej cechami charakterystycznymi była toczona na kole ceramika i nowy typ budowli – megaron. Wyraźne jej ślady odnajdujemy na Eubei i w Beocji, w innych miejscach jej wytwory pojawiają się jako przedmiot wymiany handlowej.
Okres EHIII to (podobnie jak na całym Bliskim Wschodzie) czas kryzysu. Większość Grecji objęła wtedy kultura Tirynsu, prymitywniejsza i uboższa niż Korakou-Lefkandi I. Nastąpił spadek zaludnienia i liczby osad.

## Średnia epoka brązu (ok. 2000-1600 p.n.e.)
W okresach MHI i MHII utrzymywała się sytuacja niskiego zaludnienia i ubogiej kultury. Wyjątek stanowiła osada kultury Korakou – Kolonna na Eginie, która nie popadła w kryzys, zbudowała mocne fortyfikacje i utrzymywała szerokie kontakty handlowe z kontynentem i wyspami. Być może to Egina była źródłem wzorów kulturowych dla nowej fazy rozwoju w Grecji, rozpoznawanej przez pojawienie się bogatych i okazałych grobów szybowych, w których znaleziono liczną broń. Wyznacza ona początek cywilizacji mykeńskiej.